# Dziadek do orzechów (film 1967)
Dziadek do orzechów – polski film fantasy dla dzieci z 1967 roku w reżyserii Haliny Bielińskiej na podst. opowiadania pod tym samym tytułem E.T.A. Hoffmanna.

## Fabuła
Na początku XIX wieku urzędnik z Królewca – E.T.A. Hoffmann, uważany za fantastę i poetę bądź małostkowego biurokratę w zależności od osoby, planuje opowiedzieć historię, której znaczenie dostrzeże widz będący dzieckiem lub czujący się takim. W niej występuje jego przyjaciel – radca sądu najwyższego Drosselmajer.
W wieczór wigilijny dzieci radcy sanitarnego Jana i jego żony Julii – Marynia i Frycek nie mogą doczekać się świątecznych prezentów. Wkrótce na przyjęcie, na którym gości się wielu wysokich urzędników, przybywa Drosselmajer będący ojcem chrzestnym Maryni. Drosselmajer hobbystycznie zajmujący się konstrukcją zabawek prezentuje nowoczesny mechaniczny zamek z poruszającymi się figurkami. Jednak dzieci wolą inne zabawki od cudnej konstrukcji, którą nie można się tak po prostu bawić. Niespodziewanie zjawia się na stole dziadek do orzechów, w postaci brzydkiego żołnierzyka. Marynia obawiając się, że figurka może się uszkodzić, dostaje go w prezencie od Drosselmajera. Frycek chcąc wypróbować dziadka do orzechów wsadzając jak największy orzech od razu wyłamuje mu zęby.
Marynia lituje się nad uszkodzoną figurką i kładzie obok innych swoich zabawek. Nocą, gdy wszyscy idą spać, Klara ze zdumieniem dostrzega w miejscu wiszącego zegara Drosselmajera. Po chwili pokój atakują myszy pod wodzą ich dwugłowego króla. Do obrony przed nimi ożywionych zabawek rusza dziadek do orzechów dowodzący ołowianymi żołnierzami Frycka i piernikową wartą z Torunia. W zajadłej bitwie myszy już otaczają dziadka do orzechów, gdy Marynia rzuca w króla myszy pantoflem. Rankiem Klara budzi się w swoim pokoju. Nikt z dorosłych nie wierzy w opowiadaną przez nią historię, biorąc za przywidzenia wywołane nadmiarem wrażeń. Marynia musi pozostać w łóżku przez kilka dni. Jednocześnie gdzieś się zapodział się dziadek do orzechów i Marynia obawia się o niego.
Nagle magicznym sposobem zjawia się Drosselmajer z naprawionym dziadkiem do orzechów. Opowiada dzieciom i Julii o tym jak zabawka stała się brzydka. Z okazji narodzin królewskiej księżniczki Pirlipaty wystawia się wielką ucztę dla ościennych królestw. Wobec przygotowań racje żywnościowe zostają odmówione żyjącej w królewskim pałacu królowej myszy Mysibabie i jej synowi. Urażona Mysibaba wyżera kiełbaski przeznaczone dla gości. Z rozkazu króla nadworny zegarmistrz Krystian Drosselmaker zastawia pułapki na myszy, a koty mianuje się nadzwyczajnymi radcami legacyjnymi. Jednak Mysibaba omija pułapki i za sprawą jej ugryzień zachwycająca wszystkich swym pięknem Pirlipata zmienia się w szpetnego potworka. Obarczony winą Krystian ma za zadanie wyleczyć Pirlipatę.
W konsultacji z nadwornym astrologiem orzeka, że jedynym lekarstwem jest zjedzenie przez Pirlipatę rzadkiego orzecha Krakatuka, rozłupanego przez młodzieńca, który nigdy się nie golił. Po piętnastu latach bezowocnych poszukiwań Krystian i astrolog wracają do rodzinnego miasta i odwiedzają kuzyna zegarmistrza – Krzysztofa Droselmajera. Nadzwyczajnym zbiegiem okoliczności Krzysztof posiada Krakatuka, a jego syn Amadeusz nigdy się nie golił. Amadeusz rozgryza bez problemów orzech i po jego wręczeniu księżniczce, musi wykonać siedem kroków w tył bez żadnego potknięcia. Pirlipata odzyskuje piękno, ale nowy król myszy, syn Mysibaby sprawia, że Amadeusz się potyka i zmienia się w dziadka do orzechów. W takim razie obietnica ślubu z Pirlipatą zostaje anulowana.
Marynia jest rozczarowana zakończeniem opowieści. Ojciec chrzestny oznajmia tajemniczo, że tylko ona może ocalić dziadka do orzechów. Nocą król myszy grozi, że zagryzie dziadka do orzechów. Chcąc go ubłagać Marynia daje mu swe najdroższe rzeczy. Kolejnej nocy dziadek do orzechów prosi Marynię o odnalezienie jego szabli. Wieczorem Klara opowiada o wszystkim Fryckowi, który oddaje dziadkowi szablę jednego z żołnierzy. Z bawialni dochodzą hałasy. Dziadek do orzechów zabija króla myszy i wręcza jego koronę Maryni. Następnego dnia dziewczynka próbuje udowodnić prawdziwość swej historii i przekonanie, że dziadek do orzechów to bratanek Drosselmajera, ale rodzice jej nie wierzą, zaś Drosselmajer mówi, że korona mysiego króla to brelok od zegarka. Wkrótce zjawia się odczarowany Amadeusz, którego Drosselmajer przedstawia jako swojego bratanka. Amadeusz wyznaje miłość Maryni i wspólnie odwiedzają jego zaczarowane królestwo.

## Obsada
- Elżbieta Zagubień – Marynia
- Wieńczysław Gliński –
  - radca sądu najwyższego Drosselmajer,
  - E.T.A. Hoffmann
- Janusz Pomaski – Frycek
- Leon Niemczyk – radca sanitarny Jan
- Barbara Wrzesińska – Julia
- Zbigniew Miśkiewicz – dziadek do orzechów (głos) / Amadeusz Drosselmajer
- Józef Nalberczak – król myszy (głos)
- Mirosława Lombardo – służąca Dorota
- Krzysztof Litwin – student teologii Teodor Wajs
- Joanna Walter – Antonina
- Bogusław Sochnacki – piekarz
- Krzysztof Świętochowski – szklarz
- Grzegorz Roman – zegarmistrz Krystian Drosselmajer
- Marek Kierlańczyk – król
- Joanna Sołtan – królowa
- Jan Gwiazdowski – kanclerz
- Jerzy Barankiewicz – astrolog
- Magdalena Wołłejko – dama dworu
- Juliusz Lubicz-Lisowski – nadradca
- Adam Pawlikowski – tajny sekretarz
- Jerzy Wasowski – radca kryminalny
- Aleksander Dzwonkowski – chirurg
- Maciej Miśkiewicz – solo na klawesynie
- Piotr Bieliński – młodzieniec
- Marek Perepeczko
- Krystyna Sienkiewicz
- Maria Ciesielska
- Iwona Biadoń
- Małgorzata Maciąg
- Seweryn Hys
- Justyna Fitowska
- Krystyna Kanonowicz
- Agnieszka Dylawerska
- Renata Fitowska
- Ewa Turska
- Adam Wojtyrowski
- Małgorzata Kalicińska
- Karol Małcużyński
- Renata Fitowska
- Aleksandra Leszczyńska
- Dorota Szymańska

Źródło:

## Odbiór
Elżbieta Smoleń-Wasilewska z „Filmu” dała negatywną recenzję i określiła film, mimo uznanych nazwisk w obsadzie i realizacji oraz wysokiej jakości produkcji, jako fajerwerk, który zamiast być blaskiem dla utworu Hoffmana, stał się zasłoną dymną na przykrej imprezy, na którą wproszono siłą autora”. W jej odczuciu scenariusz nie poradził sobie z przemianą literackich środków wyrazu. Pochwaliła zdjęcia nakręcone w Eastmancolorze, jednak skrytykowała jakość sekwencji poklatkowych nieprzystające do dotychczasowej twórczości reżyserki.